# Ciumicze
Ciumicze [t͡ɕuˈmit͡ʂɛ] est un village polonais de la gmina de Krynki dans le powiat de Sokółka et dans la voïvodie de Podlachie. Il se situe à environ 6 kilomètres au sud de Krynki, à 27 kilomètres au sud-est de Sokółka et à 42 kilomètres à l'est de Białystok. 